# إكتوستيجة
الإكتوستيجة (الاسم العلمي:Ichthyostega) هي جنس من أشباه رباعيات الأطراف المنقرضة يتبع فصيلة الإكتوستيجات من الإكتوستيجيات.